# Chuwajtila
Chuwajtila (arab. خويتلة) – wieś w Syrii, w muhafazie Al-Hasaka. W 2004 roku liczyła 407 mieszkańców.